# Евстратий Гешов
Евстратий Иванов Гешов е български финансист.

## Биография
Роден е на 2 януари 1884 година в Пловдив в семейството на финансиста и политик Иван Евстратиев Гешов от рода Гешови. През 1900 година завършва Първа мъжка гимназия в София, а през 1905 година – стопански науки в Париж. След престой в Лондон се връща в България и участва в ръководството на семейните предприятия. През 1922 г. се жени за Анка Губиделникова, дъщеря на банкера Георги Губиделников. Избиран е за член на ръководството на Българската народна банка и Българския червен кръст. Председател е на осигурително дружество „Балкан“, директор на Българската търговска банка и член на Международния съюз на банкерите в Швейцария. След 9 септември 1944 година е интерниран в Троян.
Евстратий Гешов умира през 1959 година.